# Copa da Itália de Basquetebol de 2021
A Copa da Itália de Basquetebol de 2021 (oficialmente:Frecciarossa Final Eight 2021, por motivos de patrocinadores) foi a 53ª edição da Copa Nacional, gerida pela Lega Basket Serie A (LBA). O Umana Venezia defendia seu título. Em dezembro de 2020 decidiu-se em assembleia que a sede do evento seria em Assago, Milão no grandioso Mediolanum Forum.

## Mediolanum Forum
A arena utilizada pelo AX Armani Exchange Milano em partidas pela LBA e na EuroLiga, sediou pela quarta vez a Copa da Itália.
| Assago                      |
| --------------------------- |
| Mediolanum Forum            |
| 49° 24′ 04″ N, 9° 08′ 32″ L |
| Capacidade: 12 700          |
|                             |

## Equipas classificadas
| Pos. | Clube                         | J | V  | D | %    | P+    | P-    | SP  | Classificação     |
| ---- | ----------------------------- | - | -- | - | ---- | ----- | ----- | --- | ----------------- |
| 1    | A\|X Armani Exchange Milano   |   | 17 | 1 | 94,4 | 1.580 | 1.363 | 217 | Cabeças de Chaves |
| 2    | Happy Casa Brindisi           |   | 15 | 3 | 83,3 | 1.531 | 1.337 | 194 | Cabeças de Chaves |
| 3    | Banco di Sardegna Sassari     |   | 14 | 4 | 77,8 | 1.571 | 1.435 | 136 | Cabeças de Chaves |
| 4    | Virtus Segafredo Bologna      |   | 14 | 4 | 77,8 | 1.492 | 1.382 | 110 | Cabeças de Chaves |
| 5    | Umana Reyer Venezia           |   | 13 | 5 | 72,2 | 1.577 | 1.448 | 129 |                   |
| 6    | Carpegna Prosciutto Pesaro    |   | 12 | 6 | 66,7 | 1.558 | 1.456 | 102 |                   |
| 7    | Allianz Pallacanestro Trieste |   | 10 | 8 | 55,6 | 1.521 | 1.496 | 25  |                   |
| 8    | UNAHOTELS Reggio Emilia       |   | 9  | 9 | 50   | 1.548 | 1.495 | 53  |                   |

## Cruzamentos
|  | Quartas de final   | Quartas de final              | Quartas de final           |                            |                           | Semifinais                  | Semifinais | Semifinais |  |  | Final     | Final                       | Final |
|  |                    |                               |                            |                            |                           |                             |            |            |  |  |           |                             |       |
|  |                    |                               |                            |                            |                           |                             |            |            |  |  |           |                             |       |
|  | Lombardia          | A\|X Armani Exchange Milano   | 80                         |                            |                           |                             |            |            |  |  |           |                             |       |
|  | Emília-Romanha     | UNAHOTELS Reggio Emilia       | 52                         |                            |                           |                             |            |            |  |  |           |                             |       |
|  | Emília-Romanha     | UNAHOTELS Reggio Emilia       | 52                         |                            | Lombardia                 | A\|X Armani Exchange Milano | 95         |            |  |  |           |                             |       |
|  |                    |                               |                            |                            | Lombardia                 | A\|X Armani Exchange Milano | 95         |            |  |  |           |                             |       |
|  |                    | Vêneto                        | Umana Reyer Venezia        | 65                         |                           |                             |            |            |  |  |           |                             |       |
|  | Emília-Romanha     | Vêneto                        | Umana Reyer Venezia        | 65                         | Virtus Segafredo Bologna  | 82                          |            |            |  |  |           |                             |       |
|  | Emília-Romanha     |                               |                            |                            | Virtus Segafredo Bologna  | 82                          |            |            |  |  |           |                             |       |
|  | Vêneto             | Umana Reyer Venezia           | 89                         |                            |                           |                             |            |            |  |  |           |                             |       |
|  |                    |                               |                            |                            |                           |                             |            |            |  |  | Lombardia | A\|X Armani Exchange Milano | 87    |
|  |                    |                               | Marcas                     | Carpegna Prosciutto Pesaro | 59                        |                             |            |            |  |  |           |                             |       |
|  | Apúlia             | Happy Casa Brindisi           | 93                         |                            |                           |                             |            |            |  |  |           |                             |       |
|  | Friul-Veneza Júlia | Allianz Pallacanestro Trieste | 81                         |                            |                           |                             |            |            |  |  |           |                             |       |
|  | Friul-Veneza Júlia | Allianz Pallacanestro Trieste | 81                         |                            | Apúlia                    | Happy Casa Brindisi         | 69         |            |  |  |           |                             |       |
|  |                    |                               |                            |                            | Apúlia                    | Happy Casa Brindisi         | 69         |            |  |  |           |                             |       |
|  |                    | Marcas                        | Carpegna Prosciutto Pesaro | 74                         |                           |                             |            |            |  |  |           |                             |       |
|  | Sardenha           | Marcas                        | Carpegna Prosciutto Pesaro | 74                         | Banco di Sardegna Sassari | 110                         |            |            |  |  |           |                             |       |
|  | Sardenha           |                               |                            |                            | Banco di Sardegna Sassari | 110                         |            |            |  |  |           |                             |       |
|  | Marcas             | Carpegna Prosciutto Pesaro    | 115                        |                            |                           |                             |            |            |  |  |           |                             |       |

### Quartas de finais

#### A|X Armani Exchange Milano – UNAHOTELS Reggio Emilia
| 11 de fevereiro 18:00 | boxscore | A\|X Armani Exchange Milano                               | 80–52 | UnaHotels Reggio Emilia                               |  | Mediolanum Forum, Milão |  |
| 11 de fevereiro 18:00 | boxscore | Placar por quarto: 19-10, 22-12, 18-9, 21 – 21            |       |                                                       |  | Mediolanum Forum, Milão |  |
| 11 de fevereiro 18:00 | boxscore | Pts: Punter e LeDay 15 Rbts: Schields 9 Asts: Rodriguez 9 |       | Pts: Baldi Rossi 13 Rbts: Diouf 9 Asts: Baldi Rossi 5 |  | Mediolanum Forum, Milão |  |

| A\|X Armani Exchange Milano | A\|X Armani Exchange Milano | A\|X Armani Exchange Milano | A\|X Armani Exchange Milano | A\|X Armani Exchange Milano | A\|X Armani Exchange Milano |
| Jogador                     | Jogador                     | Pts                         | Reb                         | Assts                       | Minutos                     |
| --------------------------- | --------------------------- | --------------------------- | --------------------------- | --------------------------- | --------------------------- |
| 23                          | M. Delaney                  | 3                           | 3                           | 0                           | 16                          |
| 0                           | K. Punter                   | 15                          | 0                           | 2                           | 18                          |
| 9                           | R. Moraschini               | 3                           | 2                           | 0                           | 17                          |
| 2                           | Z. LeDay                    | 15                          | 7                           | 1                           | 26                          |
| 42                          | K. Hines                    | 8                           | 7                           | 1                           | 18                          |
| Reservas                    |                             |                             |                             |                             |                             |
| 3                           | D. Moretti                  | 3                           | 1                           | 2                           | 11                          |
| 13                          | S. Rodríguez                | 4                           | 2                           | 9                           | 17                          |
| 19                          | P. Biligha                  | 6                           | 3                           | 0                           | 14                          |
| 20                          | A. Cinciarini               | 5                           | 3                           | 0                           | 21                          |
| 31                          | S. Shields                  | 6                           | 9                           | 1                           | 16                          |
| 70                          | L. Datome                   | 2                           | 2                           | 0                           | 15                          |
| 81                          | J. Wojciechowski            | 10                          | 5                           | 0                           | 11                          |
| Treinador                   | Treinador                   | Ettore Messina              | Ettore Messina              | Ettore Messina              | Ettore Messina              |

| UnaHotels Reggio Emilia | UnaHotels Reggio Emilia | UnaHotels Reggio Emilia | UnaHotels Reggio Emilia | UnaHotels Reggio Emilia | UnaHotels Reggio Emilia |
| Jogador                 | Jogador                 | Pts                     | Reb                     | Assts                   | Minutos                 |
| ----------------------- | ----------------------- | ----------------------- | ----------------------- | ----------------------- | ----------------------- |
| 7                       | L. Candi                | 6                       | 2                       | 3                       | 28                      |
| 11                      | B. Taylor               | 5                       | 1                       | 0                       | 27                      |
| 77                      | T. Kyzlink              | 8                       | 3                       | 1                       | 28                      |
| 8                       | F. Baldi Rossi          | 13                      | 6                       | 5                       | 31                      |
| 35                      | M. Diouf                | 8                       | 9                       | 0                       | 27                      |
| Reservas                |                         |                         |                         |                         |                         |
| 3                       | P. Koponen              | 9                       | 4                       | 1                       | 29                      |
| 5                       | J. Bostic               | 1                       | 2                       | 1                       | 15                      |
| 9                       | C. Porfilio             | 0                       | 0                       | 0                       | 1                       |
| 14                      | M. Gianinni             | 0                       | 0                       | 0                       | 1                       |
| 32                      | F. Bonacini             | 2                       | 1                       | 3                       | 13                      |
| Treinador               | Treinador               | Martino Antimo          | Martino Antimo          | Martino Antimo          | Martino Antimo          |

#### Virtus Segafredo Bologna - Umana Reyer Venezia
| 11 de fevereiro 20:45 | boxscore | Virtus Segafredo Bologna                         | 82–89 | Umana Reyer Venezia                               |  | Mediolanum Forum, Milão |  |
| 11 de fevereiro 20:45 | boxscore | Placar por quarto: 16-23, 22-18, 23-24, 21–24    |       |                                                   |  | Mediolanum Forum, Milão |  |
| 11 de fevereiro 20:45 | boxscore | Pts: Teodosic 15 Rbts: Hunter 7 Asts: Teodosic 6 |       | Pts: Bramos 23 Rbts: Bramos 13 Asts: de Nicolao 5 |  | Mediolanum Forum, Milão |  |

| Virtus Segafredo Bologna | Virtus Segafredo Bologna | Virtus Segafredo Bologna | Virtus Segafredo Bologna | Virtus Segafredo Bologna | Virtus Segafredo Bologna |
| Jogador                  | Jogador                  | Pts                      | Reb                      | Assts                    | Minutos                  |
| ------------------------ | ------------------------ | ------------------------ | ------------------------ | ------------------------ | ------------------------ |
| 44                       | M. Teodosić              | 15                       | 5                        | 6                        | 32                       |
| 9                        | S. Marković              | 10                       | 4                        | 3                        | 33                       |
| 34                       | K. Weems                 | 14                       | 4                        | 2                        | 34                       |
| 11                       | G. Ricci                 | 11                       | 3                        | 0                        | 11                       |
| 45                       | J. Gamble                | 5                        | 4                        | 1                        | 17                       |
| Reservas                 |                          |                          |                          |                          |                          |
| 0                        | A. Tessitori             | 2                        | 1                        | 0                        | 10                       |
| 1                        | L. Deri                  | 0                        | 0                        | 0                        | 0                        |
| 3                        | M. Belinelli             | 0                        | 0                        | 0                        | 0                        |
| 7                        | A. Alibegović            | 0                        | 0                        | 0                        | 0                        |
| 14                       | J. Adams                 | 9                        | 1                        | 2                        | 19                       |
| 21                       | V. Hunter                | 14                       | 7                        | 0                        | 24                       |
| 55                       | Awudu Abass              | 2                        | 2                        | 2                        | 16                       |
| Treinador                | Treinador                | Aleksandar Đorđević      | Aleksandar Đorđević      | Aleksandar Đorđević      | Aleksandar Đorđević      |

| Umana Reyer Venezia | Umana Reyer Venezia | Umana Reyer Venezia | Umana Reyer Venezia | Umana Reyer Venezia | Umana Reyer Venezia |
| Jogador             | Jogador             | Pts                 | Reb                 | Assts               | Minutos             |
| ------------------- | ------------------- | ------------------- | ------------------- | ------------------- | ------------------- |
| 10                  | A. de Nicolao       | 10                  | 3                   | 5                   | 28                  |
| 7                   | S. Tonut            | 22                  | 3                   | 1                   | 29                  |
| 6                   | M. Bromos           | 23                  | 13                  | 0                   | 35                  |
| 5                   | J. Stone            | 0                   | 4                   | 2                   | 18                  |
| 50                  | M. Watt             | 12                  | 8                   | 0                   | 19                  |
| Reservas            |                     |                     |                     |                     |                     |
| 3                   | D. Casarin          | 0                   | 0                   | 0                   | 0                   |
| 9                   | A. Daye             | 9                   | 6                   | 2                   | 25                  |
| 12                  | L. Campogrande      | 0                   | 0                   | 0                   | 0                   |
| 15                  | W. Clark            | 8                   | 0                   | 4                   | 16                  |
| 21                  | J. Chappell         | 0                   | 1                   | 0                   | 12                  |
| 22                  | V. Mazzola          | 5                   | 1                   | 0                   | 18                  |
| 30                  | Bruno Cerella       | 0                   | 0                   | 0                   | 0                   |
| Treinador           | Treinador           | Walter De Raffaele  | Walter De Raffaele  | Walter De Raffaele  | Walter De Raffaele  |

#### Happy Casa Brindisi - Allianz Pallacanestro Trieste
| 12 de fevereiro 18:00 | boxscore | Happy Casa Brindisi                            | 93–81 | Allianz Pallacanestro Trieste              |  | Mediolanum Forum, Milão |  |
| 12 de fevereiro 18:00 | boxscore | Placar por quarto: 25-18, 18-20, 23-23, 27-20  |       |                                            |  | Mediolanum Forum, Milão |  |
| 12 de fevereiro 18:00 | boxscore | Pts: Gaspardo 17 Rbts: Udom 9 Asts: Thompson 9 |       | Pts: Doyle 16 Rbts: Delía 8 Asts: Doyle 10 |  | Mediolanum Forum, Milão |  |

| Happy Casa Brindisi | Happy Casa Brindisi | Happy Casa Brindisi | Happy Casa Brindisi | Happy Casa Brindisi | Happy Casa Brindisi |
| Jogador             | Jogador             | Pts                 | Reb                 | Assts               | Minutos             |
| ------------------- | ------------------- | ------------------- | ------------------- | ------------------- | ------------------- |
| 15                  | D. Thompson         | 11                  | 5                   | 9                   | 33                  |
| 31                  | J. Bell             | 14                  | 3                   | 2                   | 28                  |
| 22                  | M. Udom             | 12                  | 9                   | 5                   | 32                  |
| 10                  | R. Gaspardo         | 17                  | 6                   | 0                   | 26                  |
| 33                  | N. Perkins          | 12                  | 2                   | 2                   | 25                  |
| Reservas            |                     |                     |                     |                     |                     |
| 3                   | F. Motta            | 0                   | 0                   | 0                   | 0                   |
| 5                   | O. Krubally         | 8                   | 4                   | 2                   | 15                  |
| 6                   | A. Zanelli          | 3                   | 0                   | 4                   | 21                  |
| 9                   | R. Visconti         | 12                  | 0                   | 1                   | 12                  |
| 18                  | R. Cattapan         | 0                   | 0                   | 0                   | 0                   |
| 21                  | A. Guido            | 0                   | 0                   | 0                   | 0                   |
| 35                  | D. Willis           | 4                   | 1                   | 0                   | 9                   |
| Treinador           | Treinador           | Francesco Vitucci   | Francesco Vitucci   | Francesco Vitucci   | Francesco Vitucci   |

| Allianz Pallacanestro Trieste | Allianz Pallacanestro Trieste | Allianz Pallacanestro Trieste | Allianz Pallacanestro Trieste | Allianz Pallacanestro Trieste | Allianz Pallacanestro Trieste |
| Jogador                       | Jogador                       | Pts                           | Reb                           | Assts                         | Minutos                       |
| ----------------------------- | ----------------------------- | ----------------------------- | ----------------------------- | ----------------------------- | ----------------------------- |
| 4                             | J. Fernández                  | 9                             | 1                             | 3                             | 23                            |
| 35                            | M. Doyle                      | 16                            | 5                             | 10                            | 39                            |
| 15                            | M. Henry                      | 15                            | 4                             | 2                             | 29                            |
| 5                             | M. da Ros                     | 20                            | 2                             | 2                             | 22                            |
| 12                            | M. Delía                      | 12                            | 8                             | 2                             | 24                            |
| Reservas                      |                               |                               |                               |                               |                               |
| 0                             | A. Coronica                   | 0                             | 0                             | 0                             | 0                             |
| 2                             | H. Perić                      | 8                             | 1                             | 0                             | 8                             |
| 3                             | D. Upson                      | 12                            | 4                             | 1                             | 16                            |
| 7                             | A. Arnaldo                    | 0                             | 0                             | 0                             | 0                             |
| 8                             | T. Laquintana                 | 5                             | 1                             | 5                             | 17                            |
| 18                            | D. Cavaliero                  | 0                             | 0                             | 0                             | 1                             |
| 44                            | D. Alviti                     | 4                             | 5                             | 0                             | 21                            |
| Treinador                     | Treinador                     | Eugenio Dalmasson             | Eugenio Dalmasson             | Eugenio Dalmasson             | Eugenio Dalmasson             |

#### Banco di Sardegna Sassari - Carpegna Prosciutto Pesaro
| 12 de fevereiro 20:45 | boxscore | Banco di Sardegna Sassari                                | 110–115 | Carpegna Prosciutto Pesaro                            | OT | Mediolanum Forum, Milão |  |
| 12 de fevereiro 20:45 | boxscore | Placar por quarto: 26-24, 27-25, 23-21, 23-29, OT: 11-16 |         |                                                       | OT | Mediolanum Forum, Milão |  |
| 12 de fevereiro 20:45 | boxscore | Pts: Bendžius 22 Rbts: Spissu 10 Asts: Spissu 9          |         | Pts: Robinson 27 Rbts: Filipovity 13 Asts: Robinson 6 | OT | Mediolanum Forum, Milão |  |

| Banco di Sardegna Sassari | Banco di Sardegna Sassari | Banco di Sardegna Sassari | Banco di Sardegna Sassari | Banco di Sardegna Sassari | Banco di Sardegna Sassari |
| Jogador                   | Jogador                   | Pts                       | Reb                       | Assts                     | Minutos                   |
| ------------------------- | ------------------------- | ------------------------- | ------------------------- | ------------------------- | ------------------------- |
| 0                         | M. Spissu                 | 20                        | 10                        | 9                         | 42                        |
| 22                        | S. Gentile                | 15                        | 3                         | 4                         | 33                        |
| 14                        | J. Burnell                | 17                        | 5                         | 2                         | 26                        |
| 20                        | E. Bendžius               | 22                        | 4                         | 1                         | 39                        |
| 2                         | M. Bilan                  | 19                        | 7                         | 2                         | 34                        |
| Reservas                  |                           |                           |                           |                           |                           |
| 3                         | K. Treier                 | 3                         | 1                         | 0                         | 4                         |
| 5                         | M. Chessa                 | 0                         | 0                         | 0                         | 0                         |
| 6                         | F. Krušlin                | 8                         | 1                         | 3                         | 17                        |
| 7                         | E. Happ                   | 4                         | 5                         | 1                         | 13                        |
| 10                        | T. Katić                  | 2                         | 3                         | 2                         | 17                        |
| 13                        | M. Re                     | 0                         | 0                         | 0                         | 0                         |
| 21                        | L. Gandini                | 0                         | 0                         | 0                         | 0                         |
| Treinador                 | Treinador                 | Gianmarco Pozzecco        | Gianmarco Pozzecco        | Gianmarco Pozzecco        | Gianmarco Pozzecco        |

| Carpegna Prosciutto Pesaro | Carpegna Prosciutto Pesaro | Carpegna Prosciutto Pesaro | Carpegna Prosciutto Pesaro | Carpegna Prosciutto Pesaro | Carpegna Prosciutto Pesaro |
| Jogador                    | Jogador                    | Pts                        | Reb                        | Assts                      | Minutos                    |
| -------------------------- | -------------------------- | -------------------------- | -------------------------- | -------------------------- | -------------------------- |
| 12                         | J. Robinson                | 27                         | 2                          | 6                          | 28                         |
| 5                          | A. Filloy                  | 7                          | 4                          | 4                          | 33                         |
| 3                          | H. Drell                   | 23                         | 5                          | 2                          | 32                         |
| 25                         | M. Filipovity              | 12                         | 13                         | 2                          | 35                         |
| 8                          | T. Cain                    | 3                          | 7                          | 4                          | 21                         |
| Reservas                   |                            |                            |                            |                            |                            |
| 15                         | M. Tambone                 | 3                          | 0                          | 0                          | 4                          |
| 18                         | E. Mujakovic               | 0                          | 0                          | 0                          | 0                          |
| 22                         | G. Robinson                | 15                         | 0                          | 4                          | 30                         |
| 24                         | B. Basso                   | 0                          | 0                          | 0                          | 1                          |
| 33                         | M. Serpilli                | 0                          | 0                          | 0                          | 0                          |
| 41                         | S. Zanotti                 | 6                          | 2                          | 0                          | 8                          |
| 82                         | C. Delfino                 | 19                         | 5                          | 2                          | 33                         |
| Treinador                  | Treinador                  | Jasmin Repeša              | Jasmin Repeša              | Jasmin Repeša              | Jasmin Repeša              |

### Semifinais

#### A|X Armani Exchange Milano – Umana Reyer Venezia
| 13 de fevereiro 18:00 | boxscore | A\|X Armani Exchange Milano                        | 96–65 | Umana Reyer Venezia                          |  | Mediolanum Forum, Milão |  |
| 13 de fevereiro 18:00 | boxscore | Placar por quarto: 20-25, 22-13, 30-11, 24-16      |       |                                              |  | Mediolanum Forum, Milão |  |
| 13 de fevereiro 18:00 | boxscore | Pts: Rodriguez 22 Rbts: Hines 10 Asts: Rodriguez 9 |       | Pts: Watt 18 Rbts: Watt 6 Asts: de Nicolao 5 |  | Mediolanum Forum, Milão |  |

| A\|X Armani Exchange Milano | A\|X Armani Exchange Milano | A\|X Armani Exchange Milano | A\|X Armani Exchange Milano | A\|X Armani Exchange Milano | A\|X Armani Exchange Milano |
| Jogador                     | Jogador                     | Pts                         | Reb                         | Assts                       | Minutos                     |
| --------------------------- | --------------------------- | --------------------------- | --------------------------- | --------------------------- | --------------------------- |
| 23                          | M. Delaney                  | 4                           | 2                           | 3                           |                             |
| 0                           | K. Punter                   | 2                           | 2                           | 3                           |                             |
| 31                          | S. Shields                  | 12                          | 2                           | 2                           |                             |
| 2                           | Z. LeDay                    | 16                          | 4                           | 0                           |                             |
| 42                          | K. Hines                    | 14                          | 10                          | 2                           |                             |
| Reservas                    |                             |                             |                             |                             |                             |
| 3                           | D. Moretti                  | 0                           | 0                           | 1                           |                             |
| 9                           | R. Moraschini               | 3                           | 1                           | 1                           |                             |
| 13                          | S. Rodríguez                | 22                          | 1                           | 9                           |                             |
| 19                          | P. Biligha                  | 6                           | 0                           | 0                           |                             |
| 20                          | A. Cinciarini               | 2                           | 0                           | 1                           |                             |
| 70                          | L. Datome                   | 13                          | 3                           | 0                           |                             |
| 81                          | J. Wojciechowski            | 2                           | 2                           | 0                           |                             |
| Treinador                   | Treinador                   | Ettore Messina              | Ettore Messina              | Ettore Messina              | Ettore Messina              |

| Umana Reyer Venezia | Umana Reyer Venezia | Umana Reyer Venezia | Umana Reyer Venezia | Umana Reyer Venezia | Umana Reyer Venezia |
| Jogador             | Jogador             | Pts                 | Reb                 | Assts               | Minutos             |
| ------------------- | ------------------- | ------------------- | ------------------- | ------------------- | ------------------- |
| 10                  | A. de Nicolao       | 7                   | 0                   | 5                   | 25                  |
| 7                   | S. Tonut            | 14                  | 2                   | 3                   | 30                  |
| 6                   | M. Bromos           | 7                   | 3                   | 1                   | 26                  |
| 5                   | J. Stone            | 3                   | 4                   | 2                   | 21                  |
| 50                  | M. Watt             | 18                  | 6                   | 0                   | 32                  |
| Reservas            |                     |                     |                     |                     |                     |
| 3                   | D. Casarin          | 4                   | 1                   | 0                   | 5                   |
| 9                   | A. Daye             | 2                   | 4                   | 1                   | 14                  |
| 12                  | L. Campogrande      | 2                   | 0                   | 1                   | 7                   |
| 15                  | W. Clark            | 3                   | 1                   | 0                   | 8                   |
| 21                  | J. Chappell         | 5                   | 3                   | 0                   | 10                  |
| 22                  | V. Mazzola          | 0                   | 1                   | 1                   | 17                  |
| 30                  | Bruno Cerella       | 0                   | 0                   | 0                   | 5                   |
| Treinador           | Treinador           | Walter De Raffaele  | Walter De Raffaele  | Walter De Raffaele  | Walter De Raffaele  |

#### Happy Casa Brindisi - Carpegna Prosciutto Pesaro
| 13 de fevereiro 20:45 | boxscore | Happy Casa Brindisi                                     | 69–74 | Carpegna Prosciutto Pesaro                         |  | Mediolanum Forum, Milão |  |
| 13 de fevereiro 20:45 | boxscore | Placar por quarto: 12-15, 16-26, 17-11, 24-22           |       |                                                    |  | Mediolanum Forum, Milão |  |
| 13 de fevereiro 20:45 | boxscore | Pts: Thompson 19 Rbts: Udom e Willis 7 Asts: Thompson 7 |       | Pts: Robinson 23 Rbts: Cain 14 Asts: J. Robinson 4 |  | Mediolanum Forum, Milão |  |

| Happy Casa Brindisi | Happy Casa Brindisi | Happy Casa Brindisi | Happy Casa Brindisi | Happy Casa Brindisi | Happy Casa Brindisi |
| Jogador             | Jogador             | Pts                 | Reb                 | Assts               | Minutos             |
| ------------------- | ------------------- | ------------------- | ------------------- | ------------------- | ------------------- |
| 15                  | D. Thompson         | 19                  | 3                   | 7                   | 35                  |
| 31                  | J. Bell             | 3                   | 1                   | 3                   | 21                  |
| 22                  | M. Udom             | 9                   | 7                   | 1                   | 28                  |
| 10                  | R. Gaspardo         | 6                   | 5                   | 1                   | 28                  |
| 33                  | N. Perkins          | 16                  | 6                   | 1                   | 24                  |
| Reservas            |                     |                     |                     |                     |                     |
| 3                   | F. Motta            | 0                   | 0                   | 0                   | 0                   |
| 5                   | O. Krubally         | 1                   | 3                   | 0                   | 11                  |
| 6                   | A. Zanelli          | 3                   | 2                   | 1                   | 14                  |
| 9                   | R. Visconti         | 8                   | 2                   | 0                   | 24                  |
| 18                  | R. Cattapan         | 0                   | 0                   | 0                   | 0                   |
| 21                  | A. Guido            | 0                   | 0                   | 0                   | 0                   |
| 35                  | D. Willis           | 4                   | 7                   | 1                   | 15                  |
| Treinador           | Treinador           | Francesco Vitucci   | Francesco Vitucci   | Francesco Vitucci   | Francesco Vitucci   |

| Carpegna Prosciutto Pesaro | Carpegna Prosciutto Pesaro | Carpegna Prosciutto Pesaro | Carpegna Prosciutto Pesaro | Carpegna Prosciutto Pesaro | Carpegna Prosciutto Pesaro |
| Jogador                    | Jogador                    | Pts                        | Reb                        | Assts                      | Minutos                    |
| -------------------------- | -------------------------- | -------------------------- | -------------------------- | -------------------------- | -------------------------- |
| 5                          | A. Filloy                  | 8                          | 3                          | 2                          | 33                         |
| 22                         | G. Robinson                | 5                          | 4                          | 3                          | 22                         |
| 3                          | H. Drell                   | 3                          | 1                          | 1                          | 16                         |
| 25                         | M. Filipovity              | 3                          | 5                          | 1                          | 29                         |
| 8                          | T. Cain                    | 6                          | 14                         | 2                          | 30                         |
| Reservas                   |                            |                            |                            |                            |                            |
| 12                         | J. Robinson                | 23                         | 1                          | 4                          | 25                         |
| 15                         | M. Tambone                 | 6                          | 2                          | 0                          | 13                         |
| 18                         | E. Mujakovic               | 0                          | 0                          | 0                          | 0                          |
| 24                         | B. Basso                   | 0                          | 0                          | 0                          | 0                          |
| 33                         | M. Serpilli                | 0                          | 0                          | 0                          | 0                          |
| 41                         | S. Zanotti                 | 10                         | 1                          | 0                          | 10                         |
| 82                         | C. Delfino                 | 10                         | 4                          | 3                          | 22                         |
| Treinador                  | Treinador                  | Jasmin Repeša              | Jasmin Repeša              | Jasmin Repeša              | Jasmin Repeša              |

### Final

#### Armani Exchange Milano - Carpegna Prosciutto Pesaro
| 14 de fevereiro 18:15 | boxscore | A\|X Armani Exchange Milano                    | 87–59 | Carpegna Prosciutto Pesaro                     |  | Mediolanum Forum, Milão |  |
| 14 de fevereiro 18:15 | boxscore | Placar por quarto: 21-15, 27-6, 26-15, 13-23   |       |                                                |  | Mediolanum Forum, Milão |  |
| 14 de fevereiro 18:15 | boxscore | Pts: Datome 15 Rbts: Hines 7 Asts: Rodriguez 8 |       | Pts: Cain 15 Rbts: Cain 12 Asts: J. Robinson 4 |  | Mediolanum Forum, Milão |  |

| A\|X Armani Exchange Milano | A\|X Armani Exchange Milano | A\|X Armani Exchange Milano | A\|X Armani Exchange Milano | A\|X Armani Exchange Milano | A\|X Armani Exchange Milano |
| Jogador                     | Jogador                     | Pts                         | Reb                         | Assts                       | Minutos                     |
| --------------------------- | --------------------------- | --------------------------- | --------------------------- | --------------------------- | --------------------------- |
| 23                          | M. Delaney                  | 10                          | 3                           | 2                           | 23                          |
| 0                           | K. Punter                   | 13                          | 3                           | 2                           | 23                          |
| 31                          | S. Shields                  | 9                           | 4                           | 4                           | 24                          |
| 2                           | Z. LeDay                    | 13                          | 2                           | 0                           | 21                          |
| 42                          | K. Hines                    | 5                           | 7                           | 1                           | 24                          |
| Reservas                    |                             |                             |                             |                             |                             |
| 3                           | D. Moretti                  | 5                           | 1                           | 0                           | 5                           |
| 9                           | R. Moraschini               | 7                           | 4                           | 2                           | 16                          |
| 13                          | S. Rodríguez                | 1                           | 1                           | 8                           | 16                          |
| 19                          | P. Biligha                  | 7                           | 1                           | 1                           | 14                          |
| 20                          | A. Cinciarini               | 2                           | 1                           | 0                           | 10                          |
| 70                          | L. Datome                   | 15                          | 5                           | 2                           | 16                          |
| 81                          | J. Wojciechowski            | 0                           | 0                           | 0                           | 8                           |
| Treinador                   | Treinador                   | Ettore Messina              | Ettore Messina              | Ettore Messina              | Ettore Messina              |

| Carpegna Prosciutto Pesaro | Carpegna Prosciutto Pesaro | Carpegna Prosciutto Pesaro | Carpegna Prosciutto Pesaro | Carpegna Prosciutto Pesaro | Carpegna Prosciutto Pesaro |
| Jogador                    | Jogador                    | Pts                        | Reb                        | Assts                      | Minutos                    |
| -------------------------- | -------------------------- | -------------------------- | -------------------------- | -------------------------- | -------------------------- |
| 12                         | J. Robinson                | 4                          | 2                          | 4                          | 32                         |
| 5                          | A. Filloy                  | 5                          | 2                          | 2                          | 19                         |
| 3                          | H. Drell                   | 12                         | 4                          | 0                          | 23                         |
| 25                         | M. Filipovity              | 12                         | 5                          | 0                          | 25                         |
| 8                          | T. Cain                    | 15                         | 12                         | 1                          | 32                         |
| Reservas                   |                            |                            |                            |                            |                            |
| 15                         | M. Tambone                 | 4                          | 1                          | 3                          | 20                         |
| 18                         | E. Mujakovic               | 0                          | 0                          | 0                          | 0                          |
| 22                         | G. Robinson                | 0                          | 1                          | 3                          | 17                         |
| 24                         | B. Basso                   | 0                          | 0                          | 0                          | 0                          |
| 33                         | M. Serpilli                | 0                          | 0                          | 0                          | 3                          |
| 41                         | S. Zanotti                 | 2                          | 0                          | 0                          | 6                          |
| 82                         | C. Delfino                 | 5                          | 2                          | 3                          | 23                         |
| Treinador                  | Treinador                  | Jasmin Repeša              | Jasmin Repeša              | Jasmin Repeša              | Jasmin Repeša              |

## Campeões
| Frecciarossa Final Eight 2021 (Assago)          |
| Lombardia                                       |
| ----------------------------------------------- |
| Campeão A\|X Armani Exchange Milano (7° título) |

## Prêmios individuais
| Prêmio                  | Jogador          | Clube                       |
| ----------------------- | ---------------- | --------------------------- |
| MVP                     | Luigi Datome     | A\|X Armani Exchange Milano |
| Melhor jogador ofensivo | Henri Drell      | Carpegna Prosciutto Pesaro  |
| Cestinha                | Luigi Datome     | A\|X Armani Exchange Milano |
| Melhor assistente       | Sergio Rodríguez | A\|X Armani Exchange Milano |